# تری کوپر
تری کوپر (به انگلیسی: Terry Cooper) (زادهٔ ۱۲ ژوئیه ۱۹۴۴ - درگذشته ۳۱ ژوئیه ۲۰۲۱) بازیکن فوتبال اهل انگلستان بود که سابقهٔ بازی در تیم ملی فوتبال انگلستان را در کارنامهٔ خود دارد. وی در تاریخ ۱۲ مارس ۱۹۶۹ نخستین بازی ملی خود را در مقابل تیم ملی فوتبال فرانسه انجام داد و با حضور در ۲۰ بازی ملی، در تاریخ ۲۰ نوامبر ۱۹۷۴ واپسین بازی ملی‌اش را در برابر تیم ملی فوتبال پرتغال برگزار کرد.